# Farwell (Texas)
Farwell is een plaats (city) in de Amerikaanse staat Texas, en valt bestuurlijk gezien onder Parmer County.

## Demografie
Bij de volkstelling in 2000 werd het aantal inwoners vastgesteld op 1364.
In 2006 is het aantal inwoners door het United States Census Bureau geschat op 1306, een daling van 58 (-4,3%).

## Geografie
Volgens het United States Census Bureau beslaat de plaats een oppervlakte van
2,1 km², geheel bestaande uit land. Farwell ligt op ongeveer 1263 m boven zeeniveau.

## Plaatsen in de nabije omgeving
De onderstaande figuur toont nabijgelegen plaatsen in een straal van 36 km rond Farwell.